# محمد عمیدالممالک نصیری
میرزا محمد خان نصیری ملقب به عمیدالممالک نماینده سمنان و دامغان در دوره چهارم مجلس شورای ملی بود.
میرزا محمد فرزند حاج میرزا محمدحسین مستوفی سمنانی در سال ۱۲۸۰ هجری قمری به دنیا آمد، مدارس قدیم درس خواند و پس از مرگ پدر، مستوفی سمنان شد و مظفرالدین شاه به او لقب عمیدالممالک داد. او از مشروطه خواهان سمنان بود و پس از مشروطیت، که دیوان استیفا به اداره مالیه، تغییر نام داد، مؤسس نخستین اداره مالیه سمنان و دامغان شد. عمید الممالک همچنین بنیانگذار از بنیانگذاران مدارس سبک جدید در سمنان بود. در زمان احمدشاه که نصرت‌الله میرزا امیراعظم حاکم قومس (استان سمنان کنونی) شد، عمیدالممالک را نایب الحکومه (معاون) خود کرد اما این دو با یکدیگر اختلاف پیدا کردند و عمیدالممالک سمنان را ترک کرد و به تهران رفت. با کشته شدن امیراعظم در سال ۱۲۹۵ به سمنان بازگشت و رئیس ممیزی مالیات شد. سال بعد قوام السلطنه والی خراسان او را حاکم قوچان کرد. سپس حاکم مشهد و معاون قوام السلطنه (نایب الایاله خراسان) شد.
عمیدالممالک. در چهارمین دوره مجلس شورای ملی به نمایندگی سمنان و دامغان انتخاب شد. پس از پایان دوره مجلس در سال ۱۳۰۲ حاکم تربت حیدریه شد. در فروردین ۱۳۰۶ هنگامی که از تربت حیدریه به مشهد می‌رفت به قولنج دچار شد و دو روز بعد درگذشت. او را در مقبره عادل شاه در حرم علی بن موسی الرضا به خاک سپردند. از جمله اقدامات عمیدالممالک در سمنان بازسازی مدرسه علمیه سعادت و چاپ دیوان میرزا احمد صفایی فرزند ابوالحسن یغمای جندقی به هزینه شخصی است.
ارتشبد نعمت‌الله نصیری سومین رئیس سازمان اطلاعات و امنیت کشور (ساواک) پسر عمیدالممالک بود.